# Zamarada exigua
Zamarada exigua är en fjärilsart som beskrevs av Fletcher 1974. Zamarada exigua ingår i släktet Zamarada och familjen mätare. Inga underarter finns listade i Catalogue of Life.